# Lijst van rijksmonumenten in Angerlo
De plaats Angerlo telt 23 inschrijvingen in het rijksmonumentenregister. Hieronder een overzicht.
| Object                                                         | Oorspronkelijke functie?  | Bouwjaar                      | Architect | Locatie               | Coördinaten?                 | Nr.?   | Afbeelding                                        |
| -------------------------------------------------------------- | ------------------------- | ----------------------------- | --------- | --------------------- | ---------------------------- | ------ | ------------------------------------------------- |
| Sint-Galluskerk                                                | Kerk en kerkonderdeel     | ca. 1100 en later             |           | Dorpsstraat 31        | 51° 59' 46" NB, 6° 8' 10" OL | 8145   | Meer afbeeldingen                                 |
| Bingerden: muurwerk met pijlers langs het voorplein            | Erfscheiding              | 17e eeuw en later             |           | Bingerdenseweg bij 21 | 51° 59' 30" NB, 6° 6' 20" OL | 459682 | Upload foto                                       |
| Bingerden: koetshuis                                           | Bijgebouwen kastelen enz. | laatste kwart 18e eeuw        |           | Bingerdenseweg bij 21 | 51° 59' 22" NB, 6° 6' 1" OL  | 459683 | Bingerden: koetshuis                              |
| Bingerden: oranjerie annex dienstwoning                        | Bijgebouwen kastelen enz. | ca. 1786                      |           | Bingerdenseweg 23     | 51° 59' 22" NB, 6° 6' 1" OL  | 459684 | Bingerden: oranjerie annex dienstwoning           |
| Bingerden: rentmeesterswoning                                  | Dienstwoning              | ca. 1786                      |           | Bingerdenseweg bij 21 | 51° 59' 22" NB, 6° 6' 1" OL  | 459685 | Upload foto                                       |
| Bingerden: schuur                                              | Bijgebouwen kastelen enz. | 19e eeuw                      |           | Bingerdenseweg bij 21 | 51° 59' 22" NB, 6° 6' 1" OL  | 459686 | Upload foto                                       |
| Bingerden: tuinmuren met pijlers langs de moestuin             | Erfscheiding              | 18e eeuw                      |           | Bingerdenseweg bij 21 | 51° 59' 30" NB, 6° 6' 20" OL | 459687 | Upload foto                                       |
| Bingerden: smeedijzeren hek met bakstenen pijlers              | Grensafbakening           | ca. 1750                      |           | Bingerdenseweg bij 21 | 51° 59' 30" NB, 6° 6' 20" OL | 459688 | Bingerden: smeedijzeren hek met bakstenen pijlers |
| Bingerden: zonnewijzer op sokkel                               | Straatmeubilair           | tweede helft 18e eeuw         |           | Bingerdenseweg bij 21 | 51° 59' 30" NB, 6° 6' 20" OL | 459689 | Upload foto                                       |
| Bingerden: portierswoning                                      | Dienstwoning              | 1893                          |           | Bingerdenseweg 19     | 51° 59' 22" NB, 6° 6' 1" OL  | 459690 | Bingerden: portierswoning                         |
| Bingerden: beeldengroep op sokkel                              | Straatmeubilair           | 18e/19e eeuw                  |           | Bingerdenseweg bij 21 | 51° 59' 30" NB, 6° 6' 20" OL | 459691 | Upload foto                                       |
| Bingerden: vaas op sokkel                                      | Straatmeubilair           | laat 19e eeuw                 |           | Bingerdenseweg bij 21 | 51° 59' 30" NB, 6° 6' 20" OL | 459692 | Upload foto                                       |
| Bingerden: twee paddenstoelen op sokkel                        | Straatmeubilair           | eind 19e eeuw                 |           | Bingerdenseweg bij 21 | 51° 59' 30" NB, 6° 6' 20" OL | 459693 | Bingerden: twee paddenstoelen op sokkel           |
| Bingerden: paddenstoel op sokkel                               | Straatmeubilair           | ca. 1900                      |           | Bingerdenseweg bij 21 | 51° 59' 30" NB, 6° 6' 20" OL | 459694 | Upload foto                                       |
| Bingerden: paddenstoel op sokkel                               | Straatmeubilair           | ca. 1900                      |           | Bingerdenseweg bij 21 | 51° 59' 30" NB, 6° 6' 20" OL | 459695 | Upload foto                                       |
| Bingerden: boerderij Groot Bingerden                           | Boerderij                 | 1884                          |           | Bingerdenseweg 17     | 51° 59' 22" NB, 6° 6' 1" OL  | 459696 | Upload foto                                       |
| Bingerden: Mariëndaal                                          | Boerderij                 | 18e eeuw                      |           | Mariendaalseweg 16    | 51° 59' 30" NB, 6° 6' 53" OL | 459697 | Bingerden: Mariëndaal                             |
| Boerderij Kroonestein                                          | Boerderij                 | 18e eeuw                      |           | Bingerdenseweg 10     | 51° 59' 35" NB, 6° 6' 11" OL | 459698 | Meer afbeeldingen                                 |
| Bingerden: stalgebouw rechts van boerderij kroonestein gelegen | Boerderij                 | 19e eeuw                      |           | Bingerdenseweg bij 10 | 51° 59' 35" NB, 6° 6' 11" OL | 459699 | Meer afbeeldingen                                 |
| Bingerden: stalgebouw links van boerderij kroonestein gelegen  | Boerderij                 | 19e eeuw                      |           | Bingerdenseweg bij 10 | 51° 59' 35" NB, 6° 6' 11" OL | 459700 | Meer afbeeldingen                                 |
| Bingerden: Ruïne Kasteel Kell                                  | Kasteel, buitenplaats     | eind 18e/19e eeuw             |           | Mariendaalseweg 17    | 51° 59' 34" NB, 6° 7' 23" OL | 459701 | Meer afbeeldingen                                 |
| Bingerden: historische tuin- en parkaanleg                     | Tuin, park en plantsoen   | mogelijk 17e eeuw             |           | Bingerdenseweg bij 21 | 51° 59' 30" NB, 6° 6' 0" OL  | 459711 | Bingerden: historische tuin- en parkaanleg        |
| Bingerden: hoofdgebouw                                         | Kasteel, buitenplaats     | 1674 (eerste vermelding huis) |           | Bingerdenseweg 21     | 51° 59' 22" NB, 6° 6' 1" OL  | 530688 | Meer afbeeldingen                                 |